# Hr.Ms. Jean Frederic (1919)
De Hr.Ms. Jean Frederic was een Nederlandse anti-onderzeeboottrawler. Het schip was een van twee anti-onderzeeboottrawlers die tijdens de Tweede Wereldoorlog door de Franse marine werden uitgeleend aan de Nederlandse marine, het andere schip was de Notre Dame de France. Het schip werd gebouwd bij de scheepswerf Lobnitz in het Schotse Renfrew.

## De Jean Frederic voor de Tweede Wereldoorlog
De Jean Frederic werd gebouwd tijdens de Eerste Wereldoorlog voor de Britse marine en was bedoeld als escorte vaartuig. Maar de bouw van het schip was pas afgebouwd na het eind van de Eerste Wereldoorlog. Het schip is toen waarschijnlijk verkocht aan een commercieel bedrijf. Door de oorlogsdreiging is het schip gevorderd door de Franse marine.

## De Jean Frederic tijdens de Tweede Wereldoorlog
Het Franse schip Jean Frederic lag in de haven van Falmouth toen Frankrijk zich overgaf aan de Duitsers. Het schip werd daarop door de Britten gevorderd en er werd besloten de Jean Frederic tijdelijk uit te lenen aan de Nederlandse marine. In eerste instantie was het schip onderdeel van de anti-invasietroepen maar later ging het schip konvooien en schepen tussen Falmouth en Dartmouth escorteren.
De Jean Frederic escorteerde op 1 mei 1941 een konvooi van Falmouth naar Dartmouth toen het werd aangevallen door Duitse vliegtuigen. Door de aanval werd de Jean Frederic tot zinken gebracht waarbij 25 van de opvarenden het leven verloren.